# Cerro del Corazón
Cerro del Corazón är en ort i Mexiko.   Den ligger i kommunen Chilcuautla och delstaten Hidalgo, i den sydöstra delen av landet, 110 km norr om huvudstaden Mexico City. Cerro del Corazón ligger 2 008 meter över havet och antalet invånare är 105.
Terrängen runt Cerro del Corazón är huvudsakligen kuperad, men västerut är den platt. Runt Cerro del Corazón är det ganska tätbefolkat, med 60 invånare per kvadratkilometer. Närmaste större samhälle är Ixmiquilpan, 11,0 km nordost om Cerro del Corazón. Omgivningarna runt Cerro del Corazón är i huvudsak ett öppet busklandskap.